# Målmand (film)
 For alternative betydninger, se Målmand (flertydig). (Se også artikler, som begynder med Målmand)
Målmand (russisk: Вратарь) er en sovjetisk film fra 1936 af Semjon Timosjenko.

## Medvirkende
- Grigorij Pluzjnik som Anton Kandidov
- Tatjana Guretskaja som Grusja
- Ljudmila Glazova som Nastja
- Anatolij Gorjunov som Karasik
- Valerij Solovtsov som Bukhvostov